# Stantonia caudata
Stantonia caudata är en stekelart som först beskrevs av Granger 1949.  Stantonia caudata ingår i släktet Stantonia och familjen bracksteklar. Inga underarter finns listade i Catalogue of Life.